# 하녀의 방
《하녀의 방》(The Maid's Room)은 미국에서 제작된 마이클 워커 감독, 각본의 2013년 스릴러 영화이다. 빌 캠프 등이 주연으로 출연하였다.

## 출연

### 주연
- 빌 캠프
- 필립 에팅거
- 폴라 가시스
- 보니 데니슨

### 조연
- 레미 오버존와
- 존 브로드스키
- 허만 차베즈

## 기타
- 미술: 에이미 윌리엄스